# David Di Michele
David Di Michele (* 6. Januar 1976 in Guidonia Montecelio) ist ein ehemaliger italienischer Fußballspieler. Er spielte üblicherweise auf der Position des Mittelstürmers.

## Karriere

### Verein
Di Michele begann 1993 seine Profikarriere bei AS Lodigiani, dem heutigen Cisco Roma, in der italienischen Serie C1. 1996 wechselte er in die Serie B zu Foggia Calcio. Nach nur zwei Jahren wechselte er zu Salernitana Calcio, bei welchem er sein Serie-A-Debüt gab, aber im zweiten Jahr mit Salernitana in die Serie B abstieg. Zur Saison 2001/02 wechselte Di Michele zu Udinese Calcio. Dort spielte er ein Jahr, ehe er für zwei Jahre an Reggina Calcio ausgeliehen wurde. Nachdem er dort zum Stammspieler aufstieg, kehrte Di Michele zu Udinese zurück. In der Saison 2004/05 erzielte er für seinen Verein 15 Tore und war damit der Toptorschütze seines Vereins und war damit mitverantwortlich für den ausgezeichneten vierten Tabellenrang, den man am Ende der Saison belegte. Erwähnenswert ist außerdem sein Auftritt im italienischen Pokal gegen US Lecce, als er zwei Tore erzielte. Am Ende dieses Spiels musste der dann auch noch ins Tor, weil Udineses Keeper Samir Handanovič mit Rot vom Platz musste, dabei parierte er in den letzten Minuten einen Elfmeter und konnte seinem Team damit den 5:4-Sieg sichern.
Nachdem er in der Hinrunde der Saison 2005/06 mit Udinese noch an der Champions League teilgenommen hatte, wechselte er zur Rückrunde zur US Palermo, wo er gleich in seinem ersten Spiel zwei Tore erzielen konnte. Insgesamt kam er in dieser Saison auf sieben Tore in 19 Spielen für Palermo. In der Saison 2006/07 war er erneut Stammspieler in Palermo und konnte in 29 Spielen neun Tore erzielen. 
Nach dieser Saison wechselte Di Michele zum FC Turin und wurde aufgrund illegaler Wetten für drei Monate gesperrt und bekam eine Geldstrafe von 20.000 €. Er soll „direkt oder über dritte Parteien auf Ergebnisse offizieller Spiele“ des italienischen Verbandes FIGC gewettet haben. Seit dem Korruptionsskandal 2005/06 ist es für Spieler in Italien verboten zu wetten. Sein erstes Spiel für Turin bestritt er folglich erst im November gegen den AC Mailand, insgesamt spielte er bei Turin eine durchwachsene Saison mit sechs Treffern in 25 Spielen. Im Sommer 2008 ging das Gerücht um, dass Di Michele zum FC Middlesbrough oder zur AS Rom wechselt. Doch beides kam nicht zu Stande und so wurde Di Michele ein wenig überraschend am allerletzten Tag der Transferperiode für die Saison 2008/09 an West Ham United ausgeliehen. Die erste Hälfte der Saison 2009/10 spielte er dann wieder für den FC Turin, in der zweiten Hälfte wurde er an US Lecce ausgeliehen. Zur Saison 2012/13 wechselte Di Michele zu Chievo Verona.

### Nationalmannschaft
Sein Debüt in der Nationalmannschaft gab Di Michele am 30. März 2005 beim 0:0 gegen Island. Seither bestritt er noch fünf weitere Spiele zumeist als Einwechselspieler.